# Ребровичі
45°14′ пн. ш. 15°22′ сх. д. / 45.24° пн. ш. 15.36° сх. д.
Ребровичі (хорв. Rebrovići) — населений пункт у Хорватії, в Карловацькій жупанії у складі громади Тоунь.

## Населення
Населення за даними перепису 2011 року становило 184 осіб.
Динаміка чисельності населення поселення: